# Zámek Chałupki
Zámek Chałupki (polsky Pałac w Chałupkach, Zamek Bogumiński nebo Zamek w Chałupkach, německy Schloss Preußisch Oderberg nebo Schloss Chałupki) je zámek, který se nachází ve vesnici Chałupki, na levém břehu řeky Odry u česko-polské státní hranice, ve gmině Krzyżanowice v okrese Ratiboř (powiat Raciborski) ve Slezském vojvodství (województwo śląskie) v Polsku.

## Historie

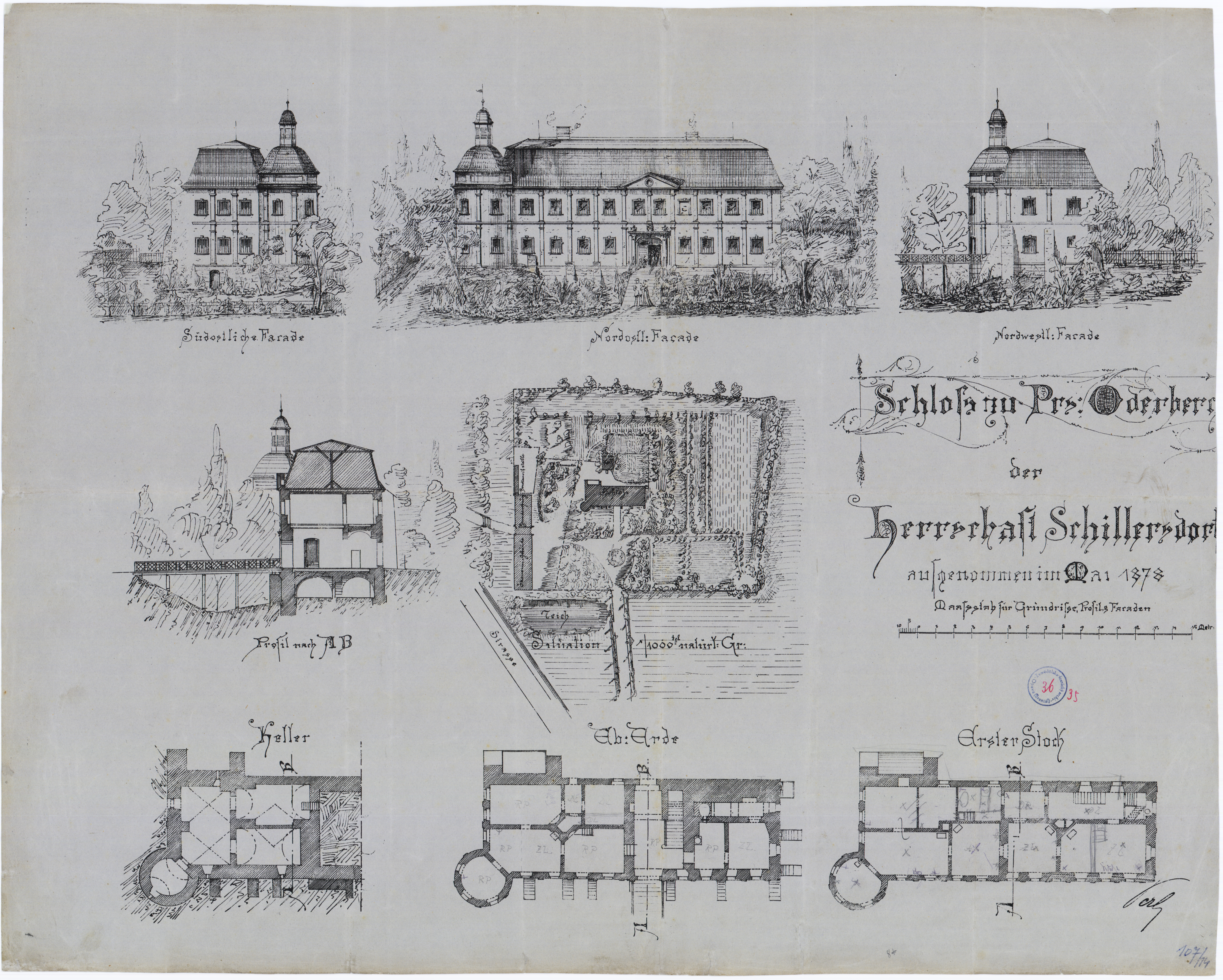
Typizační návrh zámku vlastněného Rothschildy (konec 70. let 19. století)

Nejstarší písemné zmínky o tvrzi nebo hrádku, tehdy nazývaného Novumm Castrum (česky Nový hrad), se datují k rokům 1248 a 1282. Ve starých pramenech je nazýván jako Bohumínský hrad, Barut či Barutswerde. Tvrz byla mocenskou oporou Těšínského knížectví patřícího k Zemím Koruny české. V 15. století byla tvrz poničena česko – uherskými válkami. V roce 1509 byla tvrz dobyta a zničena.
Později zde byl postaven zámek, který svůj „současný“ vzhled získal na přelomu 17. a 18. stol., kdy byl v držení šlechtického rodu Henckel von Donersmarck. Rakouská monarchie v roce 1742 prohrála válku o Slezsko a místo připadlo Prusku. Sídlily zde známé evropské šlechtické rody Hohenzollernové, Donrsmarckové, Lichnovští. V roce 1846 se zámek stal majetkem vídeňského židovského bankéřského rodu Rothschildů, kteří jej vlastnili až do roku 1936, kdy nacisté zámek zabavili. Po druhé světové válce místo připadlo Polsku. Původní hrad připomíná jen vnější obvodové zdivo zámku, přestavěná kruhová bašta, dochovaný čelní příkop a náznaky opevnění, které rozměrově přesahují obvod zámku.

## Další informace
V zámku se v současné době nachází restaurace a hotel. Kolem zámku je vybudován veřejný park s maketami dvou zámků z blízkého okolí, altánem, kašnou a lavičkami.

## Galerie

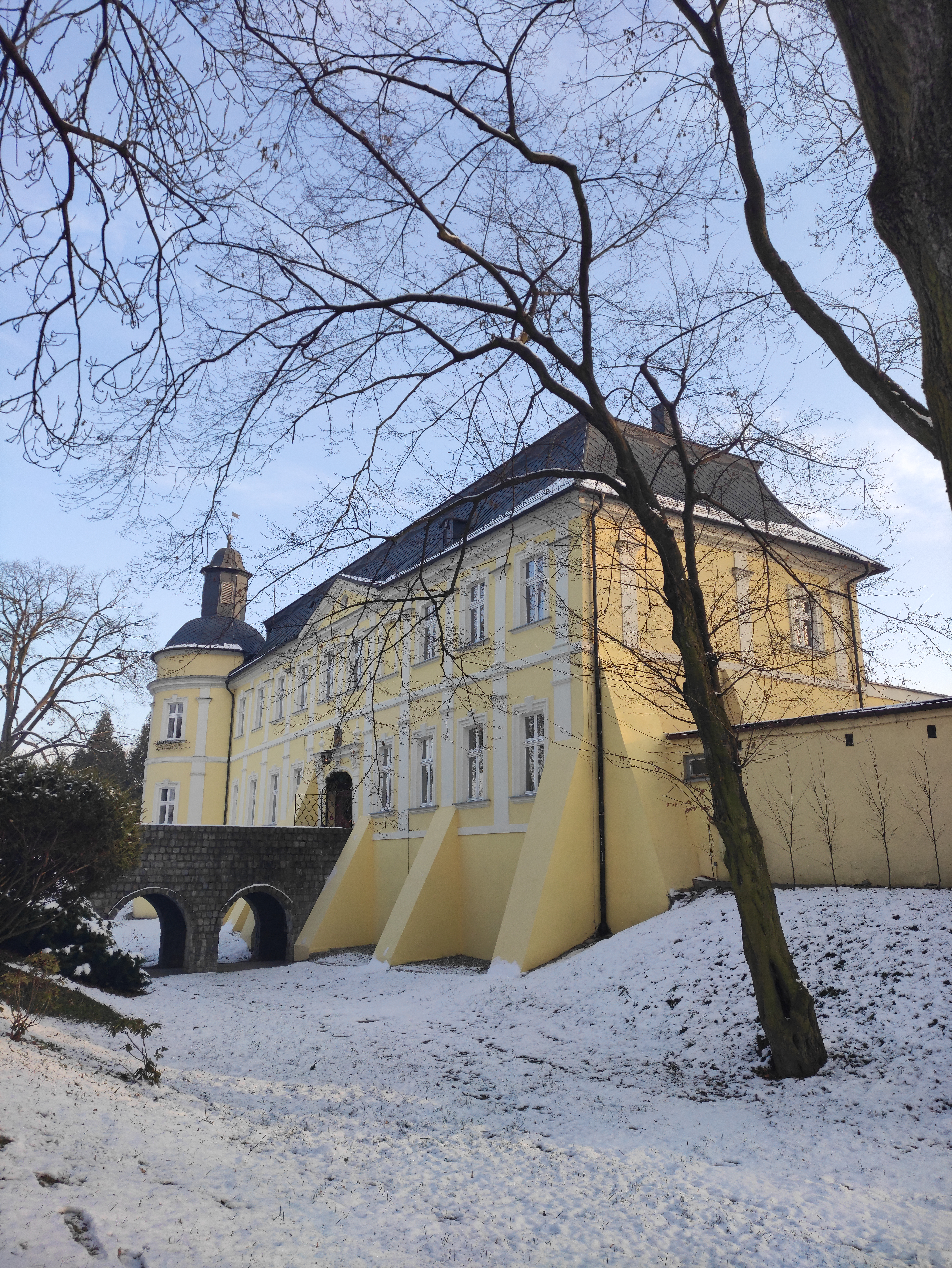
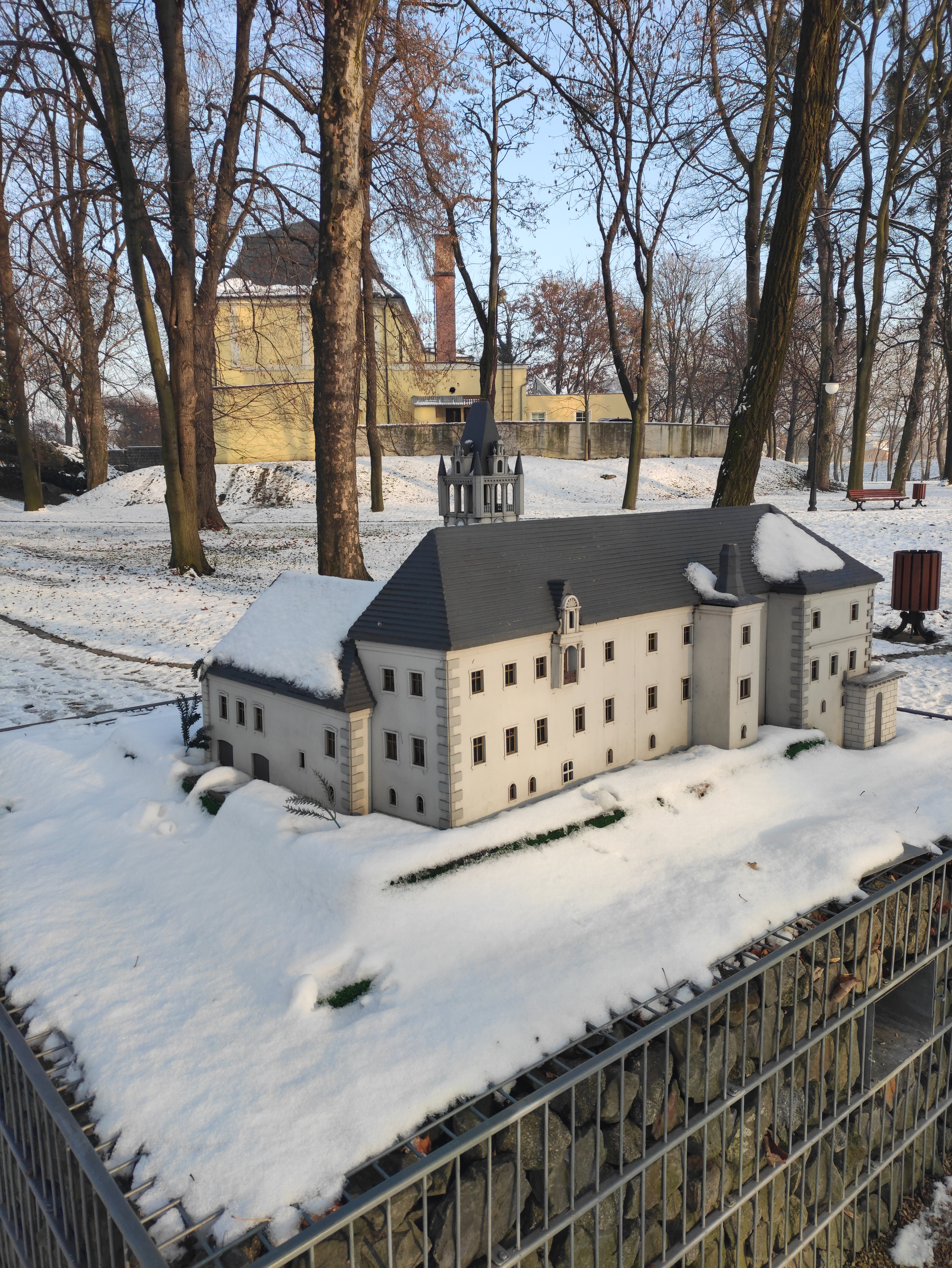
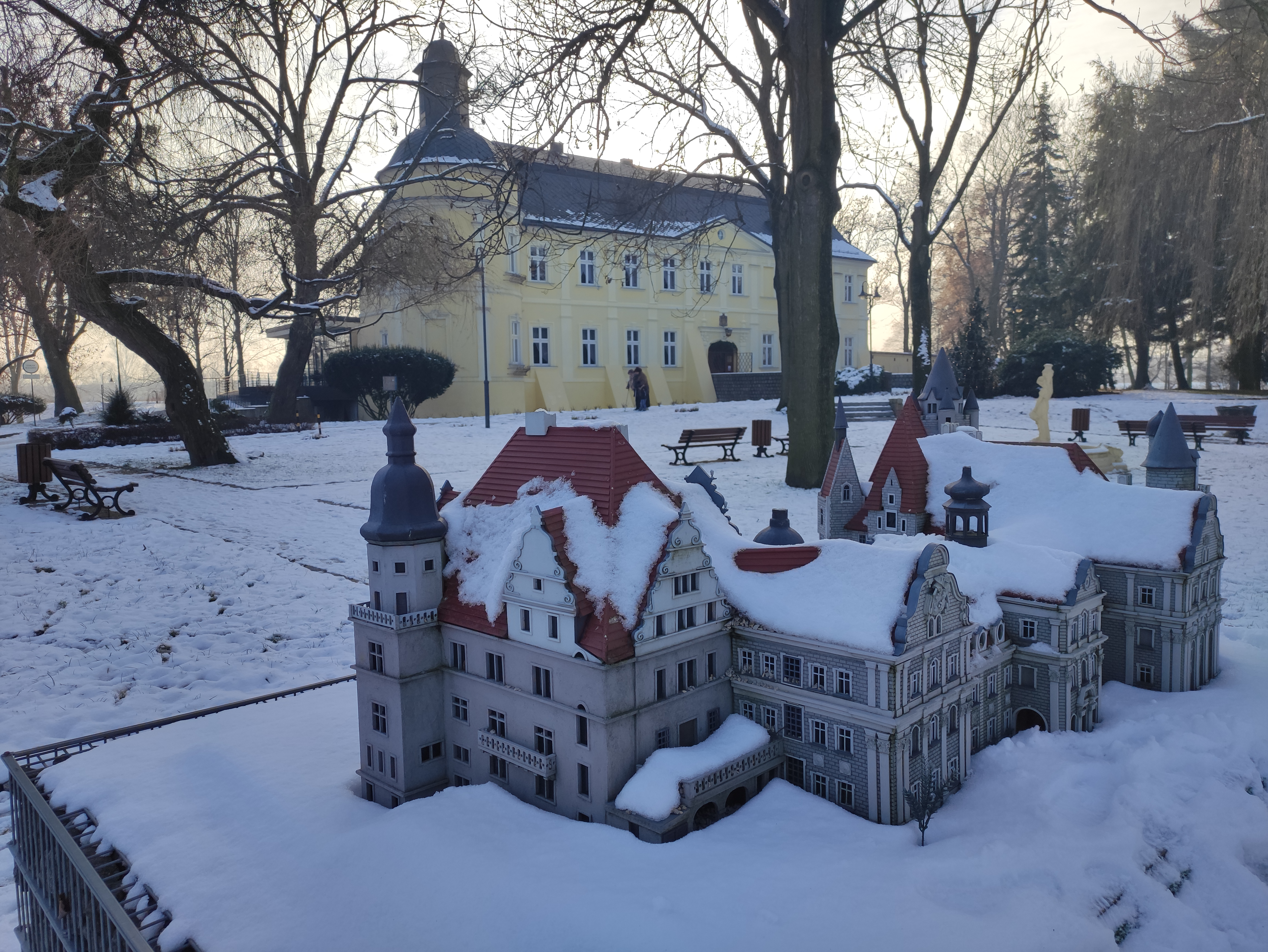
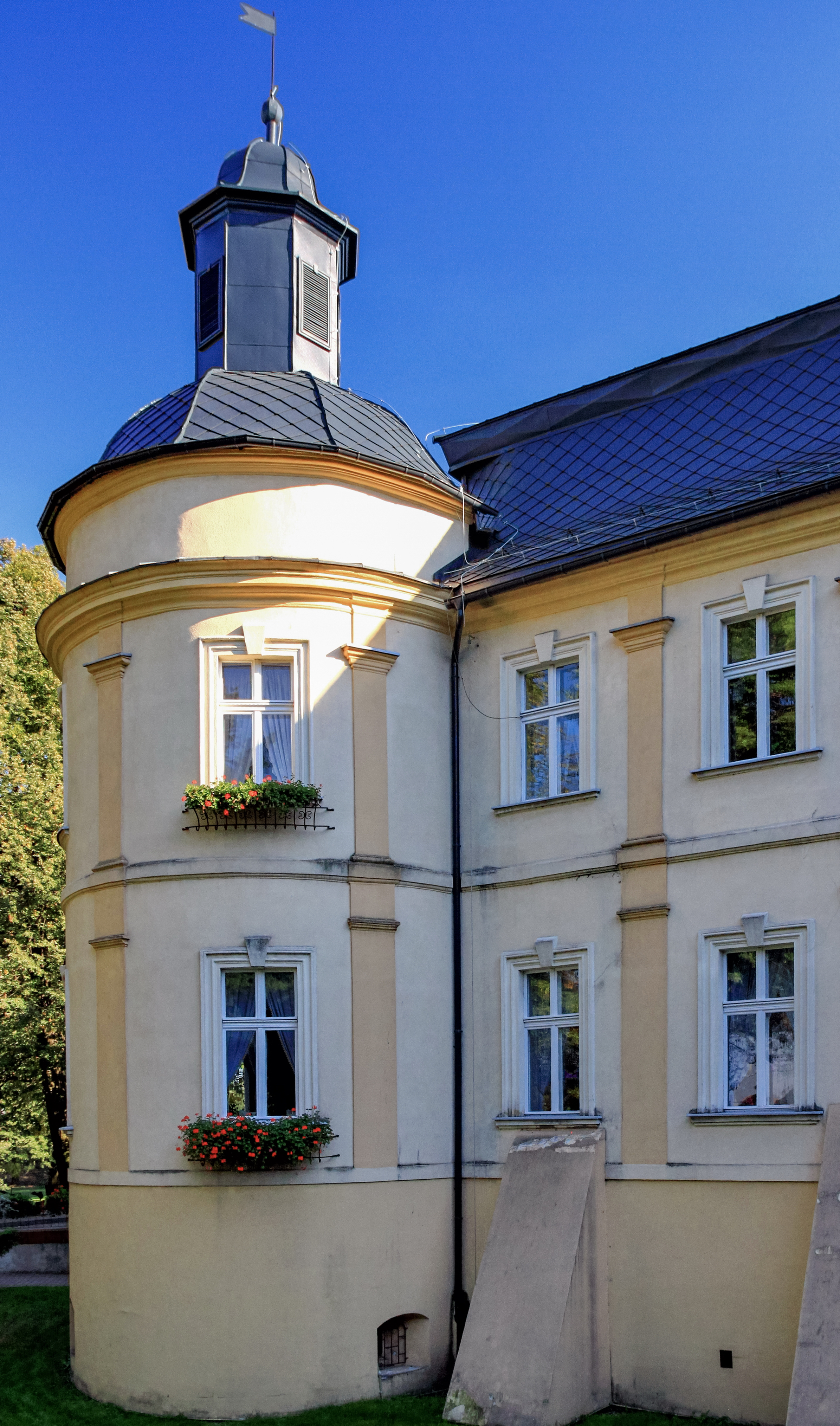
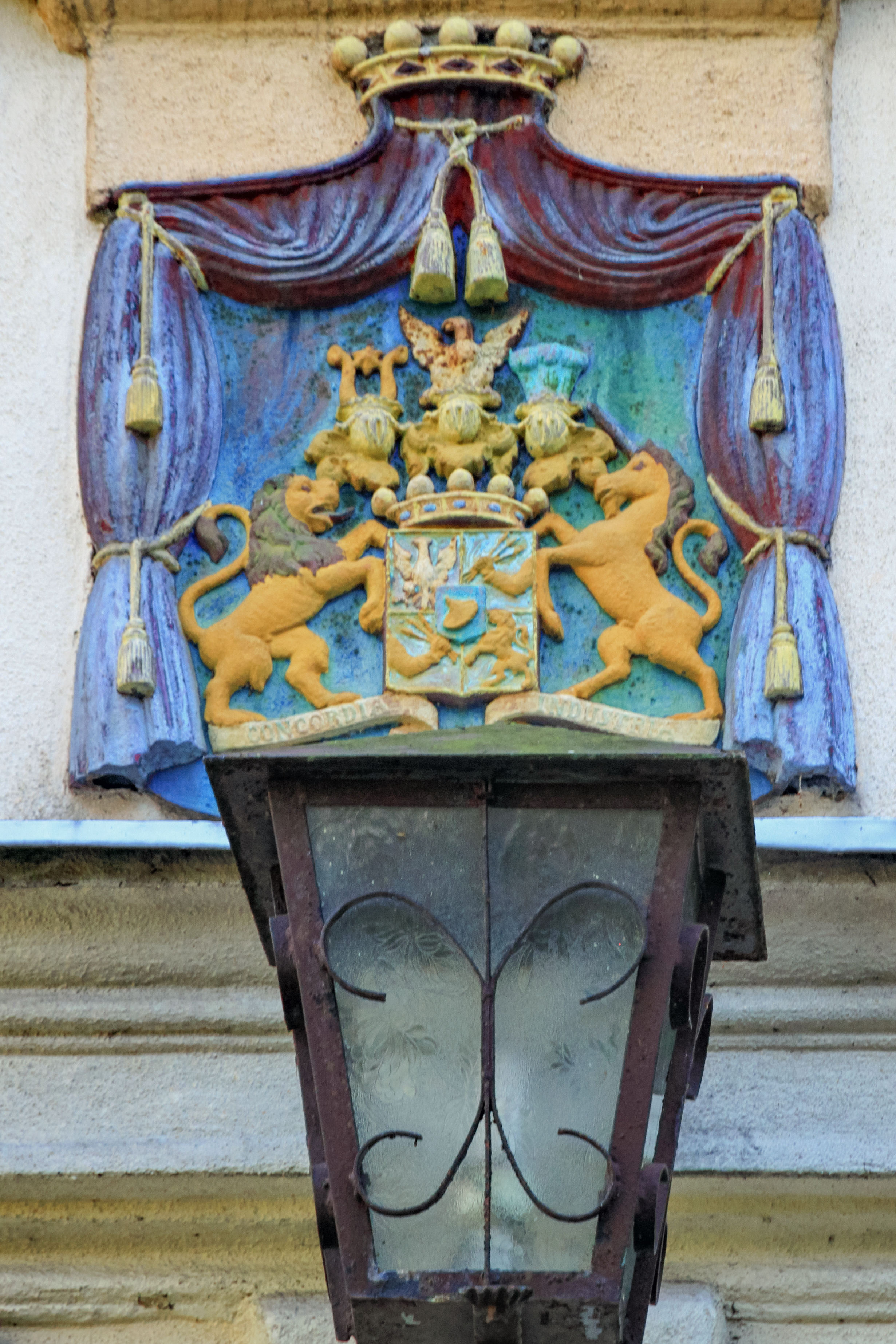
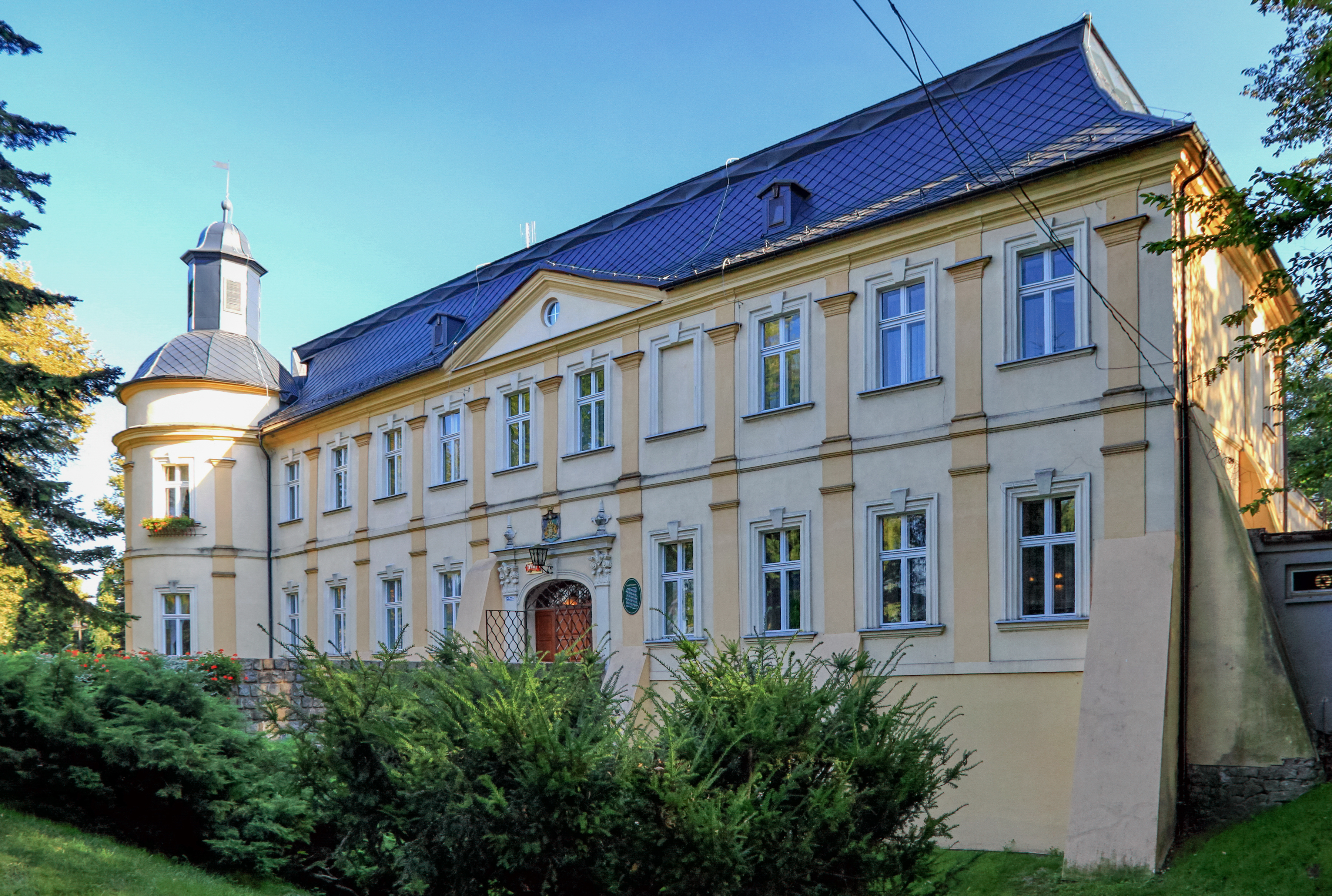
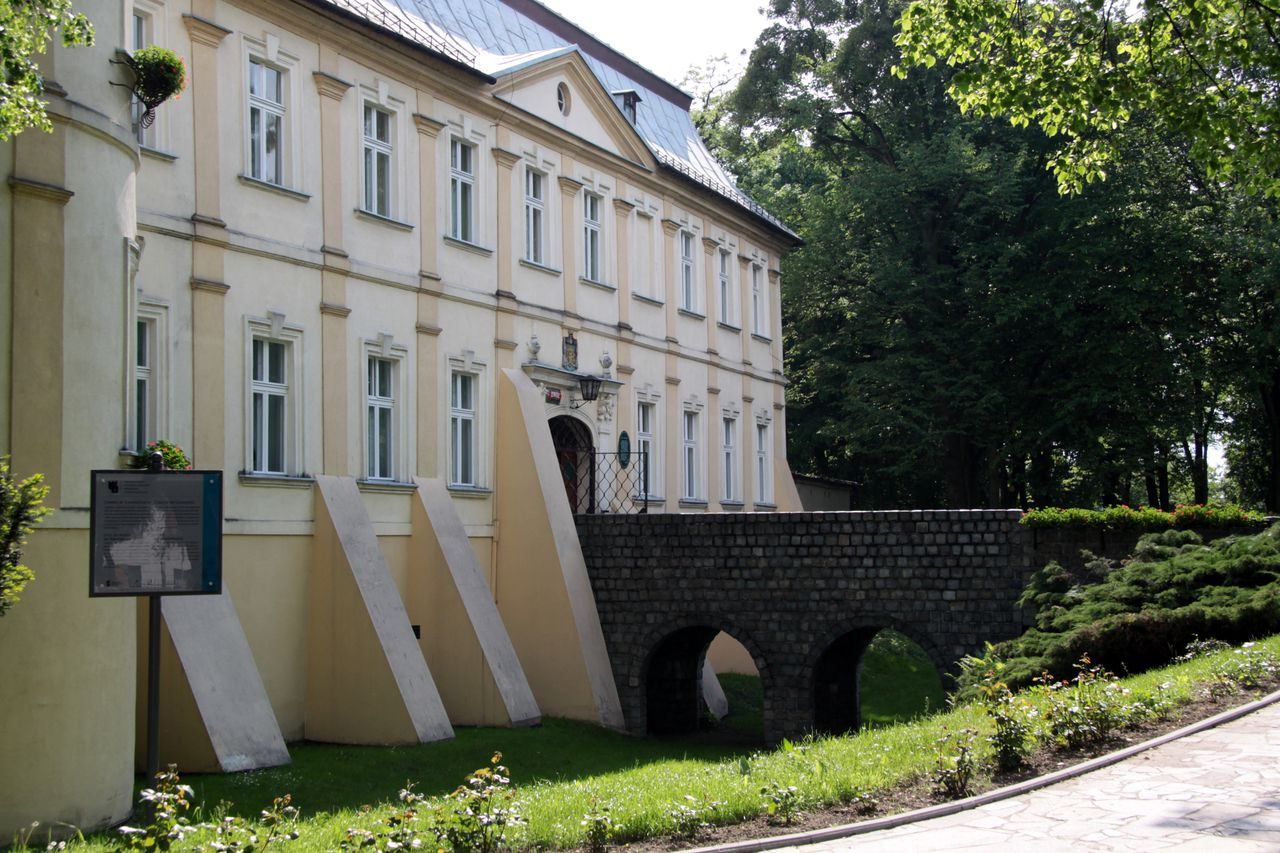
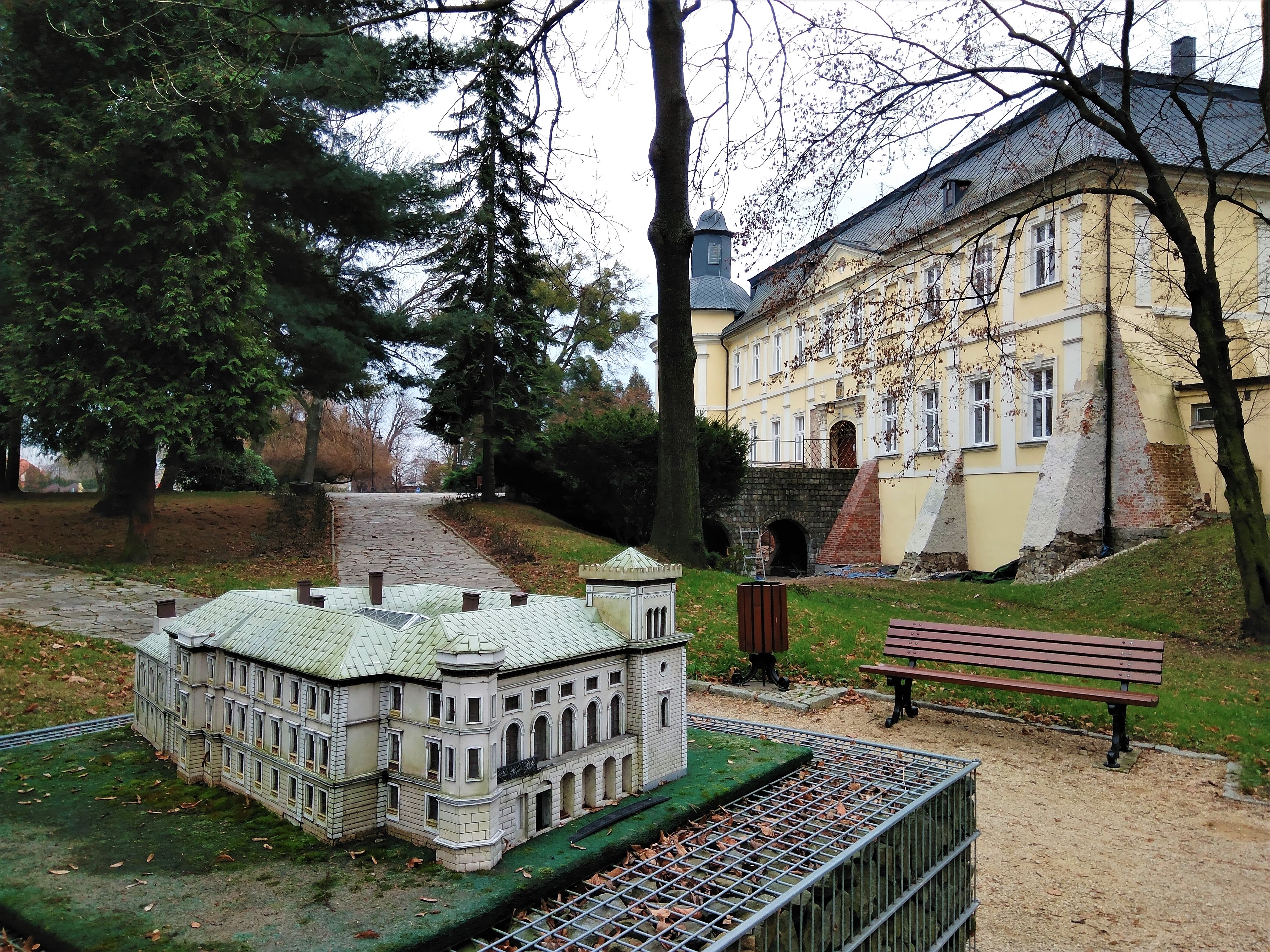